# Investigación posdoctoral
La investigación posdoctoral o postdoctoral es la investigación académica o científica llevada a cabo por una persona que ha completado sus estudios de doctorado. Su objetivo es profundizar conocimientos en un tema especializado, siguiendo su línea de trabajo doctoral. La investigación posdoctoral a menudo se considera esencial para la misión académica de la institución de acogida y se espera la producción de publicaciones. En algunos países, la investigación posdoctoral debe conducir a una mayor formación académica y a una preparación para la inserción en el ámbito universitario. Los investigadores posdoctorales son coloquialmente llamados post-docs.
La investigación posdoctoral puede ser financiada a través de un nombramiento con un sueldo o un patrocinador. Los nombramientos para un puesto de investigación pueden ser llamados asistentes de investigación posdoctoral. Dependiendo del tipo de nombramiento, los investigadores posdoctorales puedan trabajar de forma independiente o bajo la supervisión de un investigador principal.
Los posdoctorados pueden durar varios años dependiendo de la capacidad del investigador para encontrar una posición permanente, lo cual depende del número e impacto de sus publicaciones. Una opción, cada día más en boga para los no interesados en la academia, es la de pasar directamente del doctorado a la industria. Esto, particularmente, es más factible en áreas de ingeniería y ciencias aplicadas. En la industria, los trabajadores con títulos doctorales, usualmente comienzan como investigadores, llevando a cabo y diseñando proyectos de investigación con cierto grado de autonomía. Con su entrenamiento en investigación y experiencia especializada, los científicos o ingenieros con títulos doctorales diseñan, realizan, y analizan experimentos o estudios. Para mantenerse al día en sus campos, los investigadores con frecuencia asisten a conferencias, leen publicaciones especializadas, y se reúnen con colegas de la industria y el mundo académico

## Europa

### Reino Unido
En el Reino Unido, el 25% de aquellos que obtienen un doctorado en las ciencias naturales continúan con la investigación posdoctoral.

### España
En España existen una serie de sistemas de financiación para las investigaciones posdoctorales, que pueden provenir de fondos autónomos y/o nacionales. En éstos, el doctor dispone de dos años para profundizar en su línea de investigación doctoral o desarrollar otras áreas con un sueldo estatal. La única condición de estos contratos es que los dos años de duración de los mismos deben desarrollarse fuera de la institución donde se obtuvo el doctorado. La mayoría de los doctores que obtienen este tipo de contratos prefieren desarrollar su investigación en el extranjero, ya que de cara a la inserción laboral en la Universidad, esta opción otorga más prestigio.

## América

### Canadá
Los nombramientos remunerados para la investigación posdoctoral varían entre CAD $25000 y $70000 dependiendo del campo de investigación, fuente de financiamiento e institución de investigación.[cita requerida]

### Brasil
En Brasil, la Universidad de São Paulo tiene programas de posdoctorado bajo la supervisión de un investigador experimentado. Duran 960 horas académicas.

### Perú
El doctor Ivan Vivanco señaló que en la Universidad Nacional Mayor de San Marcos, "los estudiantes se certifican con un artículo de investigación de alto impacto bajo la tutoría de un docente investigador de amplia experiencia. Dicho artículo será reproducido en revistas indexadas, o libros promovidos por las universidades que cuentan con el juicio académico de pares ciegos internacionales, quienes dan validez a tales textos o artículos".
Por otro lado, para participar en un posdoctorado en la Pontificia Universidad Católica del Perú debe contar con una invitación de un profesor de la Escuela de Posgrado.  La estancia deberá durar como mínimo dos meses y un año como máximo.  El interesado en realizar una estancia posdoctoral en la EP deberá haber obtenido el grado de doctor hasta cinco años antes del momento de la invitación. El posdoctorando deberá participar como expositor en por lo menos una sesión de seminario de posgrado por cada semestre que dure su estancia. Al final de la estancia, el profesor que hizo la invitación deberá presentar un informe al Decano de la Escuela de Posgrado en el que se detallen los resultados de la estancia de investigación posdoctoral, con énfasis en las publicaciones que resultarán de la investigación.